# Rupan Sansei - Babylon no ōgon densetsu (videogioco)
Rupan Sansei - Babylon no ōgon densetsu (ルパン三世 バビロンの黄金伝説?, Rupan Sansei - Babiron no ōgon densetsu, lett. "Lupin III - La leggenda dell'oro di Babilonia") è un videogioco d'azione giapponese basato su Lupin III di Monkey Punch, prodotto da Toho nel 1988 per MSX.
Benché tratto dall'omonimo film in giacca rosa La leggenda dell'oro di Babilonia, Lupin III veste invece la classica giacca rossa, mentre la rosa è presente solo nella copertina. L'unico videogioco del ladro gentiluomo a presentare il protagonista in giacca rosa è Rupan Sansei, del 1984.

## Modalità di gioco
La missione di Lupin III è quella di percorre diversi tragitti senza incappare in nemici e ostacoli. A disposizione del personaggio vi sono delle bolle. Queste bolle possono essere acquisite uccidendo i nemici. Quando si cade nella stanza infiammata bisogna sparare con le bolle, se si resiste a lungo si prendono punti e si viene catapultati nel percorso originale. Ci sono anche un livello bonus per Goemon e uno per Jigen.